# Огваши-Уку
Огваши-Уку (англ. Ogwashi-Uku) — город на юге Нигерии, на территории штата Дельта. Входит в состав района местного управления Южная Аниоча.

## Географическое положение
Город находится в северо-восточной части штата, в западной части дельты Нигера, западнее главного русла этой реки, на высоте 151 метра над уровнем моря.
Огваши-Уку расположен на расстоянии приблизительно 15 километров к западу-юго-западу от Асабы, административного центра штата и на расстоянии 325 километров к юго-юго-западу (SSW) от Абуджи, столицы страны.

## Население
Согласно оценочным данным 2012 года численность населения города составляла 141 187 человек.

## Транспорт
Ближайший аэропорт расположен в городе Варри.

## Gallery

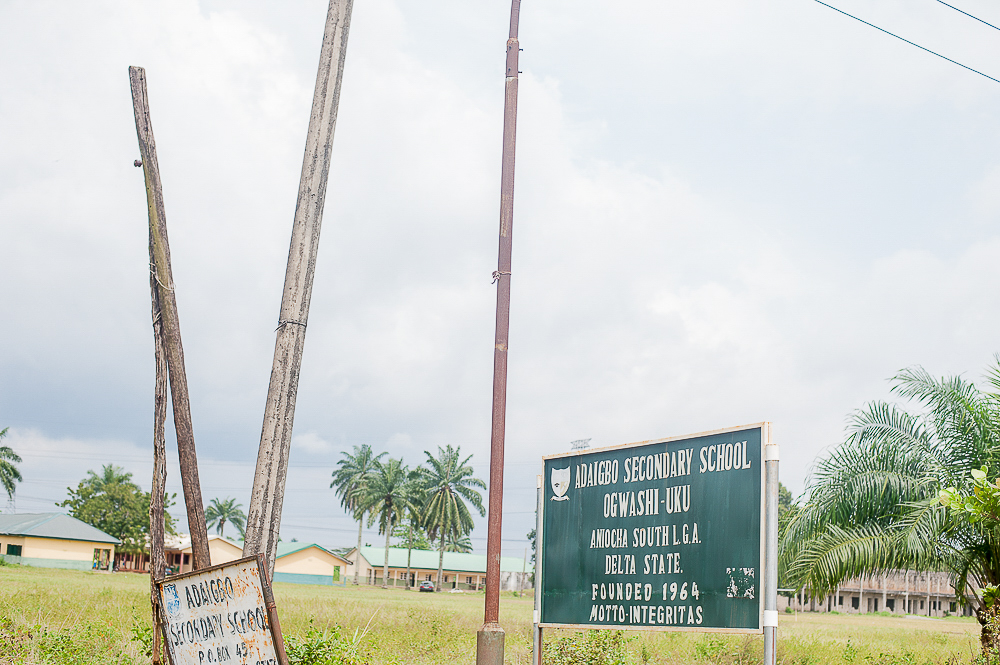
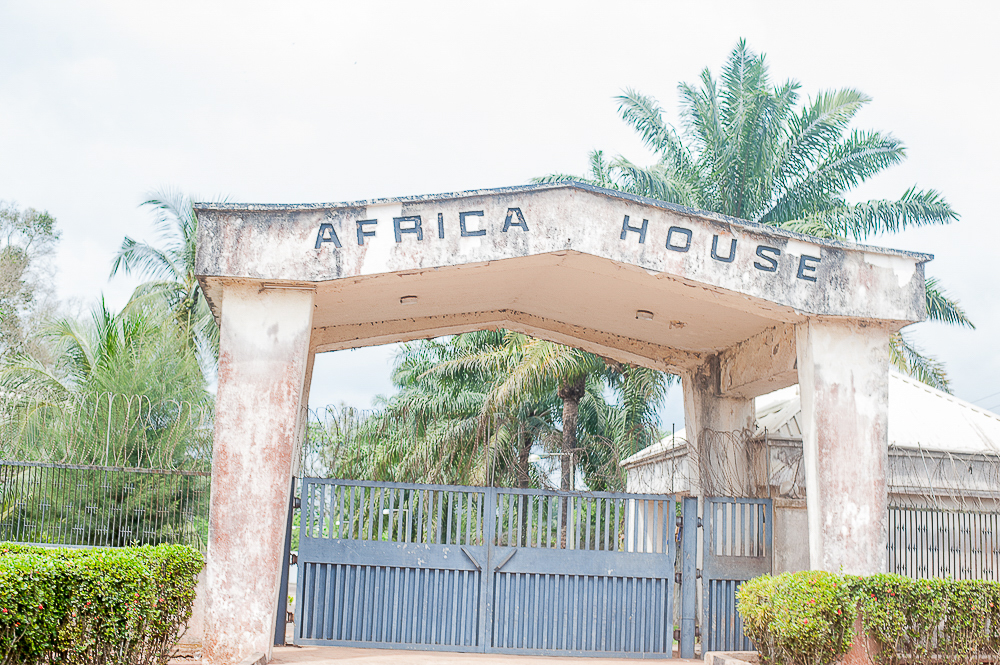
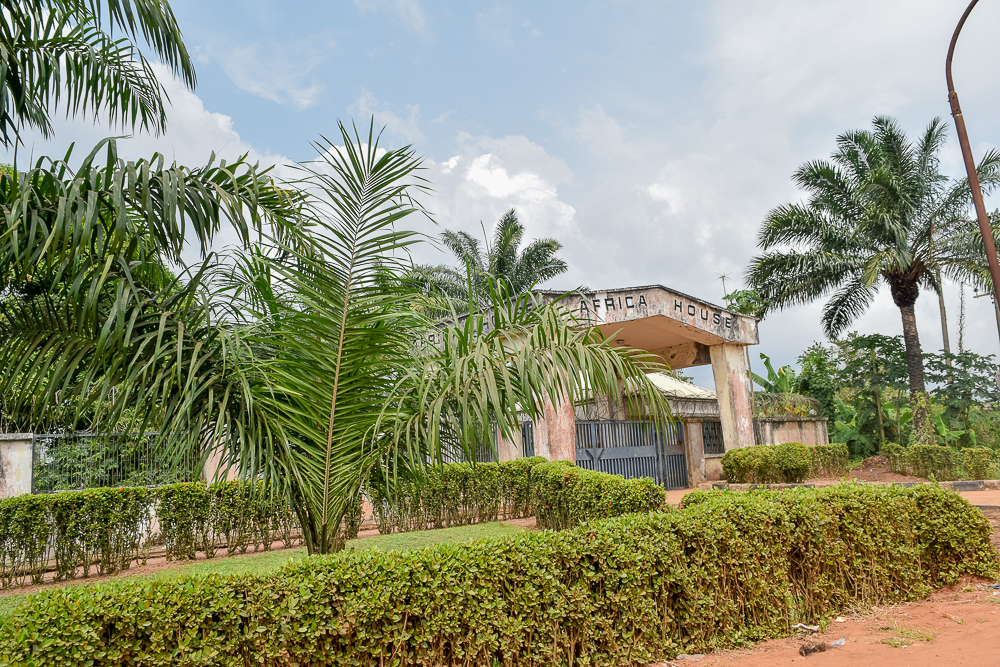
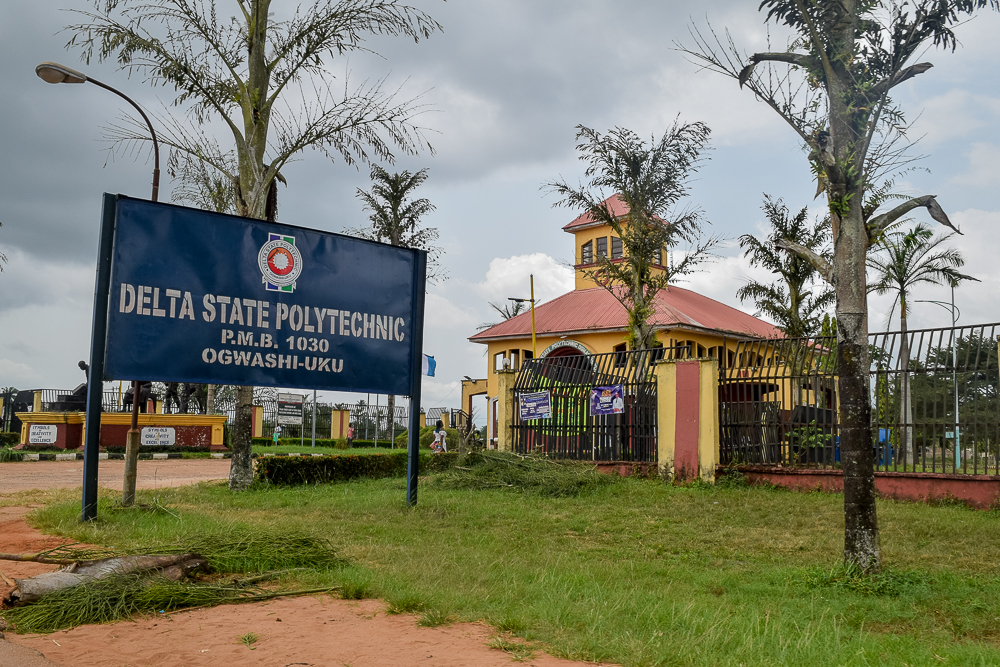
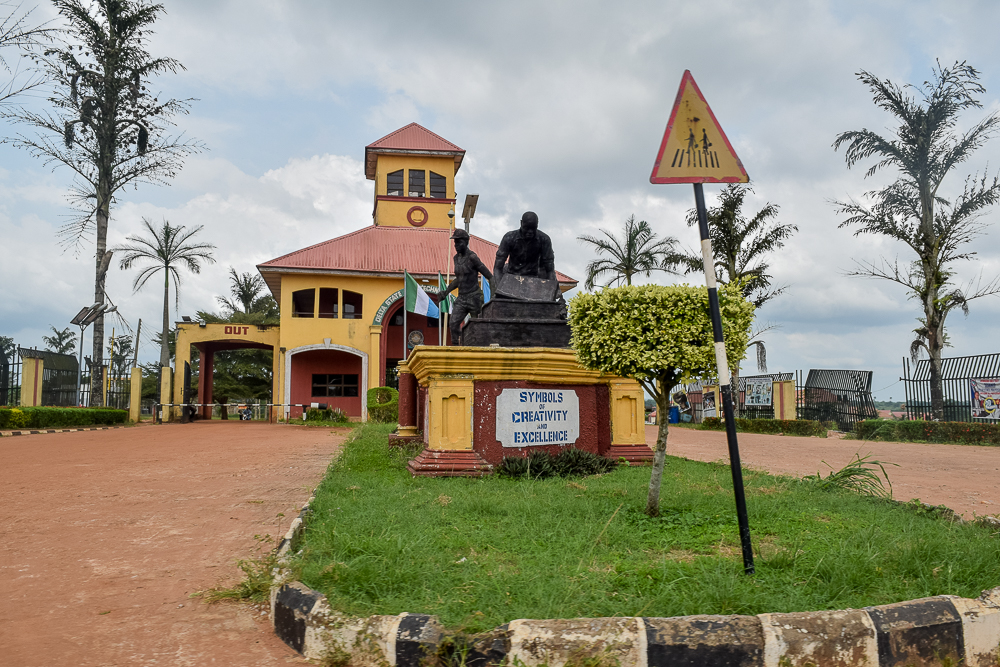
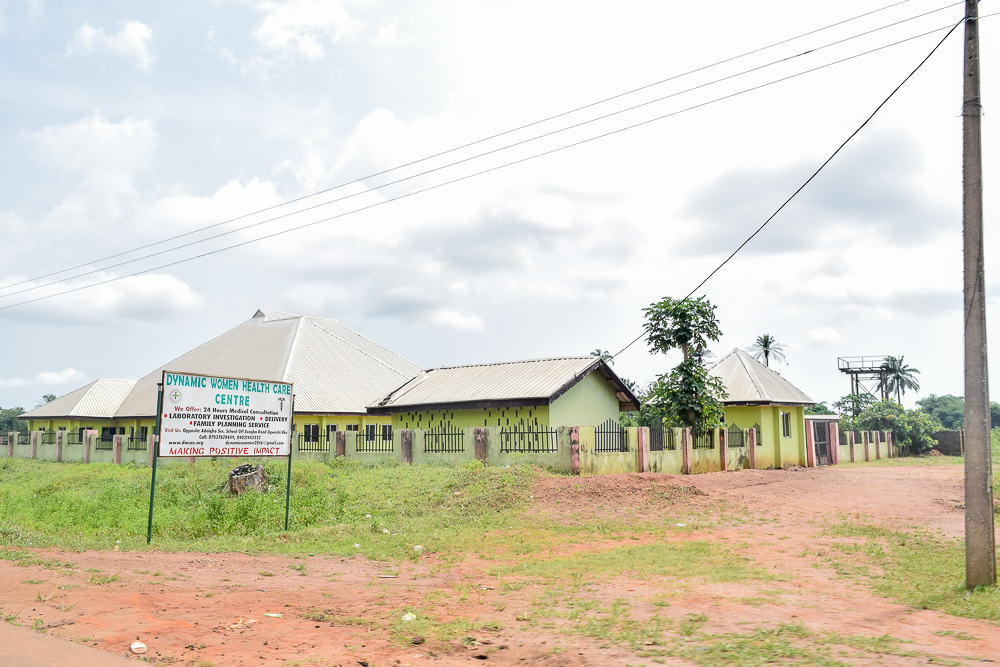
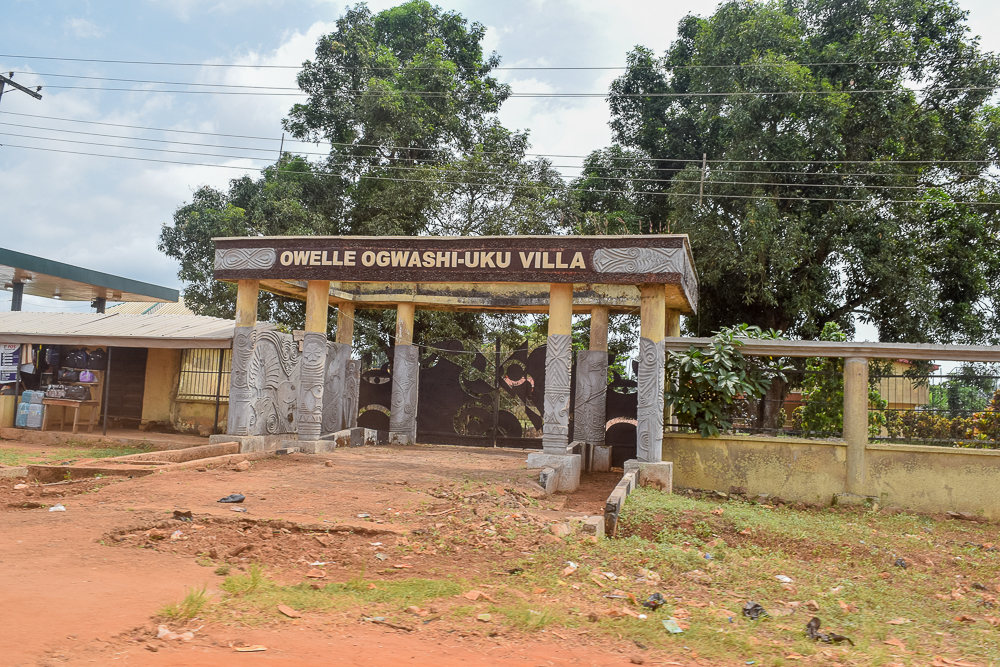
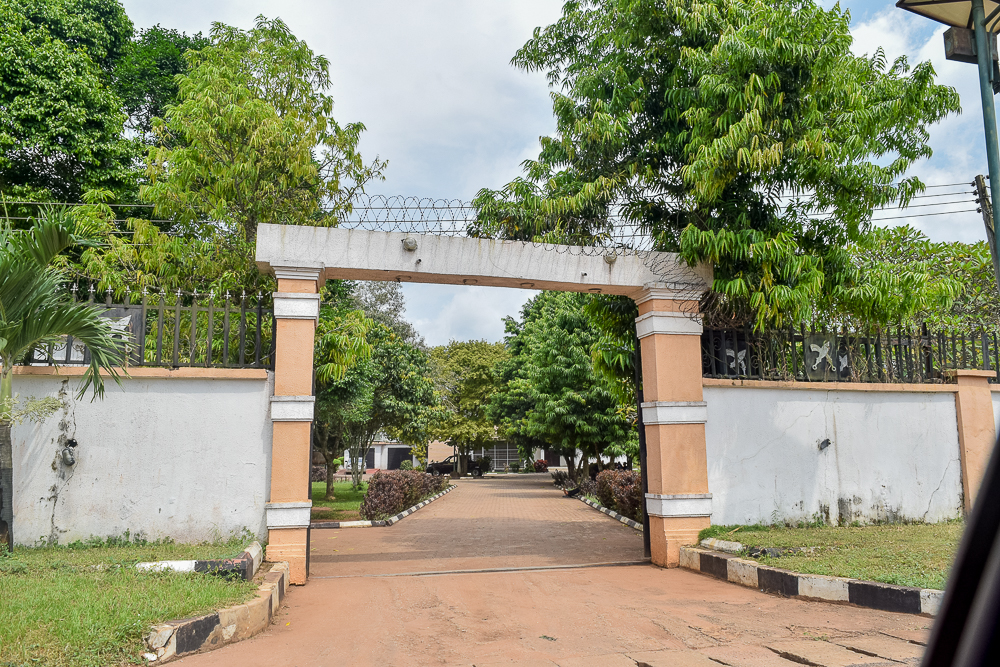
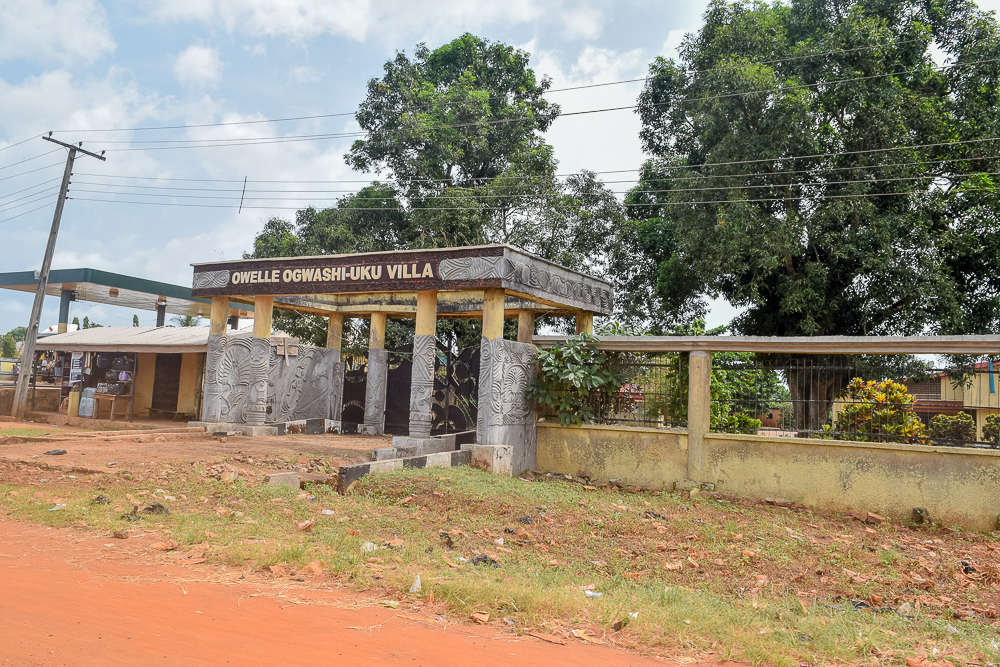